# 猪俣良記
猪俣 良記（いのまた よしき、1920年（大正9年）10月27日 - 2007年（平成19年）5月22日）は、昭和時代の政治家。福島県会津若松市長。

## 経歴
会津若松市出身。1943年（昭和18年）日本大学商経学部卒業。
門田村議会議員、会津若松市議会議員を経て、1967年（昭和42年）より福島県議会議員に5選する。1983年（昭和58年）会津若松市長に当選し、1987年（昭和62年）落選した。

## 栄典
勲章等
- 1992年（平成4年） - 勲三等瑞宝章[1]
- 2007年（平成19年） - 正五位[2]